# Carl Bildt
Nils Daniel Carl Bildt (Halmstad, 15. srpnja 1949.), švedski političar i diplomat.
Bio je premijer Švedske od 1991. do 1994. godine, a kasnije lider liberalno-konzervativne stranke od 1986. – 1999. Bio je član švedskog parlamenta od 1979. do 2001. godine. Od 2006. do 2014. bio je švedski ministar vanjskih poslova.
Tijekom vojno-oslobodilačkih akcija Bljesak i Oluja 1995. godine, Bildt je u više navrata tražio vojnu intervenciju UN-a i NATO-a protiv Hrvatske kako bi se očuvala tzv. SAO Krajina.
Izjava Carla Bildta kao mirovnog posrednika Europske unije za bivšu Jugoslaviju, u kojoj je 1995. osudio oslobodilačku akciju hrvatskih oružanih snaga, izazvala je u hrvatskoj javnosti brojna reagiranja.
Te činjenice kao i njegovo kasnije opravdavanje srpskih zločina u Bosni okarakterizirala ga je u Hrvatskoj kao "persona non grata"
Od prosinca 1995. do lipnja 1997. vršio je funkciju visokog predstavnika za BiH.
Carl Bildt u svojim memoarima ("Misija mir", ZID, Sarajevo, 1998., 82.), kada piše o Hrvatima, razlikuje i uspoređuje "pitome političare iz plodne Posavine" i "izražene nacionaliste koji potiču sa škrtih hercegovačkih brda", a na svjedočenju u slučaju Biljane Plavšić kao bivši prvi visoki predstavnik u BiH izjavio je da: Biljana Plavšić nikada nije bila dio užeg kruga ekstremnog nacionalističkog rukovodstva bosanskih Srba, te je pohvalio njenu ulogu u pomaganju primjene Daytonskog mirovnog sporazuma.
U nekoliko navrata podržao je Slobodana Miloševića i uporno ga nazivao "dobrim dečkom".

## Vanjske poveznice
- (engl.) Bildt comments - blog Carla Bildta